# Иванов, Владимир Евменович
Владимир Евменович Иванов — советский хозяйственный, государственный и политический деятель, Герой Социалистического Труда.

## Биография
Родился в 1926 году в посёлке Павловка. Член КПСС.
Узник нацистских концлагерей на протяжении всей Великой Отечественной войны. С 1946 года — на хозяйственной, общественной и политической работе. В 1946—1986 гг. — плотник в строительно-монтажный трест «Запорожстрой», бригадир бетонщиков управления «Мартенстрой» треста «Запорожстрой» в городе Запорожье Украинской ССР.
Участвовал в строительстве промышленной площадки крупного металлургического завода «Запорожсталь», восстановленном к 1947 году, затем: восстанавливал заводы:
«Днепроспецсталь», коксохимический и огнеупорных материалов. В скором времени зарекомендовал себя как инициативный рабочий, в совершенстве овладевший смежными строительными специальностями, и хороший организатор строительного дела.
За ударный труд, высокие производственные показатели и заслуги в восстановлении металлургических предприятий Запорожья награждён медалью «За восстановление предприятий чёрной металлургии юга». В 23 года он возглавил комплексную бригаду, которой бессменно руководил почти сорок лет. В составе бригады, перевыполнявшей производственные задания, участвовал в возведении многих объектов чёрной металлургии запорожья, трудился на строительстве и ремонте прокатных станов, доменных и мартеновских печей, а также на строительстве объектов социально-культурного назначения: средней школы Nº33, Дворца культуры и пр. В 1965 году окончил Запорожский строительный техникум (ныне - Запорожский строительный колледж) по отделению промышленно-гражданского строительства.
Неоднократно участвовал в работе Выставки достижений народного хозяйства СССР.
Производственные достижения комплексной бригады строителей были оценены золотой и серебряной медалями ВДНХ СССР.
В 1986 году вышел на заслуженный отдых. Проживал в городе Запорожье, центре
Запорожской области Украинской ССР (с 1991 года - Украины). Умер 19 июня 2006 года.
Награждён орденом Ленина (11.08.1966), медалями, в том числе «За восстановление предприятий чёрной металлургии юга» (1949), золотой и серебряной медалями ВДНХ СССР.
Заслуженный строитель Украинской ССР (1962). Лауреат премии Совета Министров СССР (1982).
Указом Президиума Верховного Совета ССР от 11 августа 1966 года за выдающиеся успехи, достигнутые в выполнении заданий семилетнего плана по капитальному строительству, Иванову Владимиру Евменовичу присвоено звание Героя Социалистического Труда с вручением ордена Ленина и золотой медали «Серп и Молот».
Указом Президиума Верховного Совета СССР от 11 августа 1966 года за выдающиеся успехи, достигнутые в выполнении заданий семилетнего плана по капитальному строительству присвоено звание Героя Социалистического Труда с вручением ордена Ленина и золотой медали «Серп и Молот».
Почётный гражданин города Запорожья.
Делегат XXV съезда КПСС.
Умер в Запорожье 19 июня 2006 года.